# Dave Sinardet
Dave Sinardet (Antwerpen, 6 oktober 1975) is een Belgische politicoloog. Zijn expertise ligt in federalisme, nationalisme en Belgische politiek. Hij is actief als professor aan de Vrije Universiteit Brussel en aan de Université Saint-Louis - Bruxelles.  Naast zijn wetenschappelijke publicaties, schrijft hij als columnist.

## Biografie
Sinardet werd geboren in Antwerpen en woont er.
Meteen na zijn afstuderen als licentiaat in de politieke en sociale wetenschappen kreeg hij een onderzoeksfunctie aangeboden bij de UIA, die in 2003 met UFSIA en RUCA integreerde tot Universiteit Antwerpen. Het gaf hem de gelegenheid te werken aan een doctoraat — over de rol van de media in de Belgische communautaire problematiek — dat hij in mei 2007 verdedigde. 
Daarna werd hij postdoctoraal onderzoeker bij het Fonds voor Wetenschappelijk Onderzoek - Vlaanderen (FWO), steeds verbonden bij de Universiteit Antwerpen.
Sinds 2009 is hij professor aan de VUB, eerst deeltijds, vervolgens voltijds.  Hij doceert er de vakken 'Democracy and Nationalism', 'Belgisch federalisme', 'Introduction to Belgian Society and Politics' en 'Politieke communicatie'.
Hij is ook professor aan de Université Saint-Louis Bruxelles. Sinds 2007 doceert hij daar in het Nederlands het vak 'Media en Politiek' voor studenten Politieke en Sociale Wetenschappen en Rechten van het meertalige bachelorprogramma.

## Wetenschappelijk onderzoek
Sinardet publiceert in internationale wetenschappelijke tijdschriften en boeken over onder meer federalisme, nationalisme, Belgische politiek, staatshervorming, meertalige democratie, taalpolitiek, consensusdemocratie, publieke sfeer en politieke communicatie.
Zijn werk verscheen onder meer in 'West-European Politics', Acta Politica. International Journal of Political Science, Regional and Federal Studies, Governance. An International Journal of Policy, Administrations and Institutions, Pouvoirs. Revue française d’études constitutionnelles et politiques, Government and Opposition. An International Journal of Comparative Politics, Party Politics, The International Journal for the Study of Political Parties and Political Organizations en Comparative European Politics.
Over deze thema's verzorgde hij ook talrijke presentaties op internationale wetenschappelijke congressen. In 2011 was hij een van de sprekers op het eerste panel dat volledig werd gewijd aan België op het jaarlijkse nationalisme-congres van de ASN op Columbia University.
Samen met grondwetsspecialisten Patricia Popelier en Jan Velaers en sociologe Bea Cantillon publiceerde hij in 2012 het boek België Quo Vadis. Waarheen na de zesde staatshervorming?, de eerste wetenschappelijke publicatie over de zesde hervorming van de Belgische staat.
Zijn onderzoek over nationalisme spitst zich onder meer toe op sub-state nationalism, een term die nationalistische bewegingen en partijen beschrijft die autonomie of onafhankelijkheid willen voor hun regio of natie binnen een bredere staat. Hij is met name kenner van nationalisme in regio's als Vlaanderen, Catalonië, Schotland en Québec. Ook het proces rond de brexit heeft hij op de voet gevolgd. Hij is tevens lid van de wetenschappelijke raad van het Archief en Documentatiecentrum voor het Vlaams-nationalisme.

## Doctoraat
Sinardet promoveerde in mei 2007 tot doctor in de politieke en sociale wetenschappen. Met zijn doctoraal proefschrift vestigde hij de aandacht op de rol van de media in de Belgische communautaire problematiek. Hij bestudeerde onder meer hoe Franstalige media over Vlaanderen berichten en, omgekeerd, hoe Vlaamse media over Franstalig België berichten alsook wat de invloed van die wederzijdse beeldvorming is op het Belgische federalisme.
Hij stelde vast dat er weinig bericht wordt over wat er aan de andere kant van de taalgrens gebeurt (gemiddeld 3 % van de zendtijd in de journaals), maar ook dat de berichtgeving over de federale politiek sterk Vlaams of Franstalig gekleurd is. Zo zijn in de Vlaamse journaals 80 % van de federale ministers die aan het woord komen Vlamingen, op de Franstalige journaals zijn 80 % Franstaligen, wat hem tot de stelling bracht dat de nieuwswaarde van een federale minister, die nochtans beleid voert voor het hele land, afhankelijk is van zijn taalrol.
Hij analyseerde ook de berichtgeving over federale communautaire dossiers, waarvan hij vaststelde dat ze zich vaak (impliciet) inschrijven in de politieke consensus van de eigen gemeenschap. In de berichtgeving over het explosieve communautaire dossier Brussel-Halle-Vilvoorde werd zowel in Vlaamse als Franstalige media vooral gefocust op elementen die in het Vlaamse, respectievelijk Franstalige verhaal passen, terwijl andere elementen eruit verdwenen.
Verder onderzocht hij ook de 'beeldvormingspatronen' over de andere gemeenschap, waarin hij een opvallende symmetrie vaststelde.
Zo is er aan weerszijden van de taalgrens sprake van homogenisering, waardoor één element het beeld van heel de gemeenschap gaat bepalen. Dit komt onder meer tot uiting in het spreken over 'de Franstaligen' of 'les flamands' wanneer men verwijst naar een uitspraak van een specifieke partij of politicus. 
Vooral aan Vlaamse kant is ook een nadruk op de verschillen tussen Vlaanderen en Wallonië een gangbaar interpretatiekader.
Opvallend is ook hoe zowel in Vlaamse als in Franstalige media in de politieke berichtgeving de andere gemeenschap impliciet, maar soms ook expliciet, wordt voorgesteld als dominant en als degene die altijd haar slag thuishaalt, en de eigen gemeenschap als degene die het onderspit delft. 
Sinardet traceerde bepaalde patronen terug in de geschiedenis naar het discours van Vlaamse en Waalse beweging over 'de andere'.
Hij noemde het dikwijls karikaturale karakter van de wederzijdse berichtgeving ook problematisch en sprak bovendien van een democratisch deficit, maar legde de verantwoordelijkheid hiervoor niet enkel bij de media, maar ook bij hoe het federaal politiek systeem in België is georganiseerd.

## Publiek debat
Sinardet neemt actief deel aan het publieke debat in België, aan beide kanten van de taalgrens, via lezingen, debatten en media-optredens. Hij wordt regelmatig gevraagd om duiding en commentaar te geven bij evoluties in de Belgische politiek, zowel door Vlaamse als Franstalige media. Ook door internationale media wordt hij vaak geraadpleegd over de Belgische politieke situatie, maar ook over andere expertisedomeinen, zoals federalisme en nationalisme (bijvoorbeeld Catalonië en Schotland). Hij is ook vast panellid bij de BBC World Service, in het programma Weekend, dat gedurende 2 uur dieper ingaat op de actualiteit van de afgelopen week.
Als professor aan de VUB, alsook aan de Brusselse Université Saint-Louis, is hij aanwezig in het institutionele debat over Brussel waar hij onder meer pleit voor een afzwakking van de macht van de 19 gemeenten ten voordele van het gewest en voor de oprichting van een echte stadsregio die de samenhang tussen Brussel en zijn hinterland moet vormgeven. Meer algemeen is hij een pleitbezorger voor de oprichting van stads- en streekregio's ter vervanging van de provincies.
Antwerpenaar van geboorte, publiceert hij tevens bijdragen over de politiek-maatschappelijke evoluties in de Scheldestad. Hij wordt ook regelmatig gevraagd als kenner van de Antwerpse politiek door Antwerpse regionale media als ATV, Gazet van Antwerpen en de regionale pagina’s van Het Laatste Nieuws en Het Nieuwsblad.
Ook is hij pleitbezorger van participatieve en deliberatieve democratie. In 2011 lag hij mee aan de basis van de organisatie van de G1000, een burgertop die 704 (de bedoeling was 1000, doch dit aantal werd niet gehaald) Belgen liet overleggen over een betere democratie in België.
Sinardet is voorstander van een federale kieskring, waardoor inwoners van België zowel op Franstalige als Nederlandstalige lijsten zouden kunnen stemmen. Hij is ook lid van de academische denktank Paviagroep, die daarvoor pleit. In maart 2014 was hij een van de academische experts die uitgenodigd werden tijdens hoorzittingen in het Belgisch parlement over het voorstel van federale kieskring. Voor de CRISP schreef hij ook een politieke geschiedenis van dit voorstel in België. Hij is tevens voorstander van een Europese kieskring voor de verkiezing van een deel van de Europarlementsleden.
Sinds 2014 positioneerde Sinardet zich in meerdere interviews, columns en via zijn social media duidelijk kritisch over het beleid van salariswagens en steeds meer populair wordende cafetariaplannen  (vaak gelinkt aan een keuze voor de salariswagen), waarbij hij onder meer voorstelde om in het kader van een taxshift het fiscale voordeel voor salariswagens af te schaffen en om te zetten in een algemene daling van de lasten op arbeid. Zijn voorstellen ter zake werden sterk gedragen en overgenomen door de ecologische beweging in België en op politiek vlak door de partij Groen.
In 2019 organiseerde hij samen met collega's grondwettelijk recht een wetenschappelijk en publiek initiatief ter verbetering van de Belgische grondwet. Allerlei academische voorstellen tot grondwetsherziening werden verzameld en tijdens een seminarie aan de pers voorgesteld, ter voorbereiding van de verklaring tot herziening van de grondwet, die later dat jaar door het federale parlement moest worden aangenomen.

## Columnist
Sinardet is sinds 2007 actief als columnist. Hij was dat achtereenvolgens voor de belangrijkste Belgische kwaliteitskranten. Van januari 2019 tot april 2021 was hij vaste columnist bij De Standaard, waar hij zich in de weekendkrant boog over 'de staat van de natie(s)', onder de noemer 'Voorbij de grens'. In 2007 was hij zijn carrière als columnist ook al begonnen bij De Standaard, waarvoor hij tot 2011 tweewekelijks schreef.
Van 2008 tot 2010 was hij columnist voor Le Soir en vervolgens een tijd voor De Morgen. Vanaf 2015 was hij verschillende jaren vaste columnist bij De Tijd en La Libre Belgique. Bij De Tijd maakte hij eerder al deel uit van de G50, een groep van 50 opiniemakers die regelmatig schreven voor de krant. Ook voor het tijdschrift Le Vif/L'Express'' heeft hij enkele jaren columns geschreven, in de reeks 'Vu de Flandre'. Ook voor de nieuwswebsite van de VRT heeft hij bijdragen geschreven, net als voor denktank Itinera Institute. Sinds 2022 is hij opnieuw columnist bij De Morgen.
Voor Nederlandse kranten als De Volkskrant en NRC Handelsblad schrijft hij occasioneel.
Zijn columns behandelen doorgaans politieke thema's, aansluitend bij zijn expertises, maar soms ook bredere maatschappelijke thema's.

## Cultuur, dj en muziek
Sinardet heeft meegewerkt aan verschillende culturele projecten met maatschappelijke inslag. Hij adviseerde onder meer theatermakers bij stukken over politieke en maatschappelijke kwesties, gaf een aantal inleidende lezingen bij filmvertoningen, werkte mee aan de kunsttentoonstelling 'The art of war' in de Dossinkazerne en schreef een bijdrage voor het fotoboek Belgium Resized.
Hij was te gast in verschillende radioprogramma's, vooral bij Radio 1 en Klara, om over zijn muzikale voorkeuren te spreken. Als kenner van Jacques Brel besprak hij in 2012 voor Radio 1 een week lang het laatste album van Brel, Les marquises.
Het Nederlandse Koninklijk Concertgebouworkest vroeg hem een tekst te schrijven over de betekenis van muziek in zijn leven, in het kader van hun tournee 'RCO meets Europe'. Hij schreef voor hen een essay over muziek, nationalisme en Europese cultuur.
In 2018 maakte hij in Antwerpen zijn debuut als dj en draait sindsdien regelmatig. Tot zijn specialisaties behoren dansbare Franse en Belgische muziek, maar hij speelt ook geregeld eclectische sets, gaande van new wave over rock, disco, punk, soul, indie, electro en pop. Hij draaide al verschillende keren in duo met Axel Daeseleire.

## Publicaties
Sinardet is sinds 2000 actief, hetzij zelfstandig, hetzij in samenwerking met andere auteurs, in het publiceren van wetenschappelijke artikels, boekbijdragen, boeken, columns en opiniestukken.
- (samen met Serge Govaert) Nationalisme, Averbode, Altiora, 2005
- Het samenleven van twee onderdrukte meerderheden. Vlamingen, Franstaligen en de media in Geert Buelens, David Van Reybrouck & Jan Goossens (eds.), Waar België voor staat. Een toekomstvisie, Amsterdam / Antwerpen, Meulenhoff & Manteau, 2007.
- Wederzijdse mediarepresentaties van de nationale "andere": Vlamingen, Franstaligen en het Belgische federale samenlevingsmodel, doctoraal proefschrift, Universiteit Antwerpen, Faculteit Politieke en Sociale Wetenschappen, 2007 (onuitgegeven).
- Médias et politique dans le tourbillon centrifuge belge, in: ‘Le vrai-faux journal de la RTBF. Les réalités de l’information’, Marc Lits (edit.), Brussel, Editions Couleur Livres, UCL – Observatoire du Récit Médiatique, 2007.
- A touch of crisis. The long and winding road to the sixth Belgian state reform, in: Belgian Society and Politics, Annual Review 2008-2009.
- Territorialité et identités linguistiques en Belgique in: Hermès, Cognition, Communication, Politique (themanummer : L’épreuve de la diversité culturelle), 2008.
- Belgian Federalism Put to the Test: The 2007 Belgian Federal Elections and their Aftermath, in: West-European Politics, 2008.
- (samen met Marc Hooghe) Is there a Belgian public opinion? Introduction, in: Dave Sinardet & Marc Hooghe (red.), Public opinion in a multilingual society: institutional design and federal loyalty, Brussel, 2009.
- Futur(s) de la fédération belge: paradoxes fédéraux et paradoxes belges, in: Le fédéralisme en Belgique et au Canada: comparaison sociopolitique, Brussel, 2009.
- Flemish parties in a consociational federal context: falling for the temptation of majoritarianism? The case of Brussels-Halle-Vilvoorde, in: Carl Devos & David Hanley (red.), Flemish parties between region, federation and Europe, Brussel, 2009.
- Direct democracy as a tool to shape a united public opinion in a multilingual society? Some reflections based on the Belgian case, in: Dave Sinardet & Marc Hooghe (red.), Public opinion in a multilingual society: institutional design and federal loyalty Brussel, 2009.
- Politicologen en media: meer dan een verstandshuwelijk? in: Res Publica. Politiek-wetenschappelijk tijdschrift van de Lage Landen, 2009.
- Recensie: Met onze jongens aan den IJzer. Filmpropaganda en de Eerste Wereldoorlog, in: Tijdschrift van de Belgische Vereniging voor Nieuwste Geschiedenis, 2009.
- (samen met Caroline Van Wynsberghe, Johanne Poirier & François Tulkens) The political and institutional development of the Brussels Metropolitan Zone: observations and prospects, in: Brussels studies, 2009.
- From consociational consciousness to majoritarian myth. Consociationalism, multi-level politics and the Belgian case of Brussels-Halle-Vilvoorde, in: Acta Politica. International Journal of Political Science, 2010.
- (samen met Kris Deschouwer) Identiteiten, communautaire standpunten en stemgedrag in: Kris Deschouwer, Pascal Delwit, Marc Hooghe & Stefaan Walgrave (red.), De stemmen van het volk. Een analyse van het kiesgedrag in Vlaanderen en Wallonië op 7 juni 2009, Brussel, VUB Press, 2010.
- Institutional reform in Belgium: an analysis of the political dynamics behind the Lambermont state reform of 2001, Hagen, Fern Universität, 2010.
- Sonĝoŝtato of de ideale samenleving, in: Utopisch Alfabet. Honderd toekomstvisies, Amsterdam, De Bezige Bij, 2011.
- Multilingual democracy and public sphere. What Belgium and the EU can learn from each other, in: Axel Gosseries & Yannick Vanderborght (ed.), Arguing about justice. Essays for Philippe Van Parijs, Louvain-La-Neuve, Presses Universitaires de Louvain, 2011.
- La démocratie consociative belge: vecteur d’instabilité ?, in: Pouvoirs. Revue française d’études constitutionnelles et politiques (numéro thématique : ‘La Belgique’), 2011.
- (samen met Patricia Popelier, Jan Velaers & Bea Cantillon (eds.)) België, Quo Vadis? Waarheen na de zesde staatshervorming?, Antwerpen-Cambridge, Intersentia, 2012.
- (samen met Patricia Popelier) Stabiliteit en instabiliteit in de Belgische federale staatsstructuur’, in: België, Quo Vadis? Waarheen na de zesde staatshervorming?, 2012.
- Federal Reform and Party Politics. The case of the Fifth Belgian State Reform, in: Arthur Benz & Felix Knuepling, Changing Federal Constitutions, Lessons from International Comparison, Farmington Hills, Barbara Budrich Publishers, 2012.
- Is there a Belgian public sphere? What the case of a federal multilingual country can contribute to the debate on transnational public spheres. And vice versa, in: Michel Seymour & Alain-G. Gagnon (ed.), Multinational Federalism: Problems and Prospects, New York, Palgrave MacMillan, 2012.
- (samen met Carl Devos) Governing without a Government: The Belgian experiment, in: Governance. An International Journal of Policy, Administrations and Institutions, 2012.
- Le projet de circonscription électorale fédérale, Bruxelles, Courrier hebdomadaire du CRISP, 2012.
- Zwart, geel, groot. Het Vlaams-nationalisme na 1945, in: Reflector, maart 2012.
- (samen met Niels Morsink) La confiance entre élites de partis dans les fédérations consociatives. Le cas de la Belgique, in: Dimitrios Karmis & François Rocher (eds.), La dynamique confiance-méfiance dans les démocraties multinationales: le Canada sous un angle comparatif, Québec, Presses de l’Université Laval, 2012.
- Le rôle des médias dans le conflit communautaire belge. Le traitement du dossier ‘Bruxelles-Hal-Vilvorde’ lors des débats politiques télévisés francophones et néerlandophones en Belgique, in: Julien Perrez & Min Reuchamps (eds.), Derrière les mots. Approches politiques et linguistiques des relations communautaires en Belgique, Edition Sciences Politiques (12), Louvain-La-Neuve & Academia/L’Harmattan, 2012.
- (samen met Min Reuchamps & Jeremy Dodeigne) La circonscription électorale fédérale, in: Frédéric Bouhon & Min Reuchamps (eds.), Les systèmes électoraux de la Belgique, Brussel, Bruylant, 2012.
- How Linguistically Divided Media Represent Linguistically Divisive Issues. Belgian Political TV-Debates on Brussels-Halle-Vilvoorde, in: Regional and Federal Studies (Special issue on ‘The Future of Belgian Federalism’), 2013.
- Conflicten over identiteit en natie in België. Een geschiedenis, in: Conflicten (Studium Generale - Leerstoel Kinsbergen 2012-2013), Brussel, Academic and Scientific Publishers, 2013.
- (samen met Peter Bursens) Democratic legitimacy in multilevel political systems. The role of politicization at the polity-wide level in the EU and Belgium, in: Acta Politica. International Journal of Political Science, 2014.
- Consensusdemocratie in het federale België: wat, waarom en vooral waarheen?', in: Guy Verhofstadt, Erwin Mortier, Bart Somers, Emmanuel Vandenbossche, Rolf Falter, Dave Sinardet & Paul De Grauwe (eds.), Een beter België. Een federale toekomst voor ons land, Antwerpen/Amsterdam, De Bezige Bij Antwerpen, 2014.
- (samen met Jeremy Dodeigne & Min Reuchamps) Beyond the Myth of Unanimity. Opinions of Belgian MPs on Federalism and the Sixth Reform of the Belgian State, in: Belgian Society and Politics. As Ever, in Between Elections,  2014.
- (samen met J. Dodeigne & M. Reuchamps) De communautaire breuklijn in België: kloof of spleetje?, in: Carl Devos (ed.), België 2014. Een politieke geschiedenis van morgen, Borgerhoff & Lamberigts, 2014.
- Measuring (sub)national identities in surveys. Some lessons from Belgium (samen met K. Deschouwer, L. De Winter, J. Dodeigne, M. Reuchamps), ongepubliceerde bijdrage voor conferentie, 2015.
- Communautaire overtuigingen en stemgedrag (samen met K. Deschouwer, L. De Winter, M. Reuchamps, & J. Dodeigne), in: K. Deschouwer, P. Delwit, P. Baudewyns, M. Hooghe & S. Walgrave, (eds.), De kiezer ontcijferd. Over stemgedrag en stemmotivaties, Leuven: Lannoo Campus, 2015.
- El federalismo belga: bienvenidos a lo desconocido, in: Beerderberg Magazine, 2015.
- Het Belgisch federaal wetenschapsbeleid: coherentie en complementariteit, in: Welke toekomst voor het wetenschappelijk onderzoek in België?, Brussel, Belgische Senaat, 2015.
- La politique scientifique fédérale belge: cohérence et complémentarité, in: Quel avenir pour la recherche scientifique en Belgique?, Bruxelles, Sénat de Belgique, 2015.
- Le contact fait-il le Belge ? La relation entre les contacts Flamands-Wallons, les identités et les attitudes par rapport à la réforme de l'Etat (samen met P. Thijsen & R. Dandoy), in: K. Deschouwer e.a. (eds.), Décrypter l'électeur. Le comportement électoral et les motivations du vote du 25 mai 2014, Leuven, Lannoo Campus, 2015.
- Les attitudes communautaires et le vote (samen met K. Deschouwer, L. De Winter, M. Reuchamps & J. Dodeigne) in: K. Deschouwer e.a. (eds.), Décrypter l’électeur. Le comportement électoral et les motivations de vote, Leuven, Lannoo Campus, 2015.
- Een Belgiëbocht? Parlementsleden over de bevoegdheidsverdeling (samen met M. Reuchamps & J. Dodeigne), in: Samenleving en Politiek, 2016.
- Identités, préférences et attitudes des parlementaires envers le fédéralisme belge après la sixième réforme de l’Etat (samen met M. Reuchamps & J. Dodeigne), in: Courrier Hebdomadaire du CRISP, 2016.
- Trust between party elites in consociational federations. The case of Belgium (samen met N. Morsink), in: D. Karmis & F. Rocher (eds.), Trust / Distrust in Multinational Democracies, Montreal / Kingston, McGill-Queen's University Press, 2016.
- Belg, Vlaming, Waal, ... Identiteiten van parlementsleden (samen met M. Reuchamps &  J. Dodeigne), in : Samenleving en Politiek, 2016.
- Beyond linguistic and party homogeneity: Determinants of Belgian MPs’ preferences on federalism and state reform (samen met J. Dodeigne en M. Reuchamp), in: Party Politics, 2016.
- De kracht van (politieke) cartoons, in: R. Daenen (red), Het is maar om te lachen. Hoe cartoonisten de wereld veranderen, Antwerpen, Uitgeverij Polis, 2016.
- Reforming Belgium’s Federalism: Comparing the Views of MPs and Voters (samen met M. Reuchamps, J. Dodeigne, & D. Caluwaerts), in : Government and Opposition, 2017.
- Belgium: A Hard Case for Liberal Nationalism? (samen met P. Loobuyck), in: K. Banting & W. Kymlicka (eds.), The Political Sources of Solidarity in Diverse Societies, Oxford University Press, 2017.
- The role of news media in the policy process in Belgium (samen met B. Van Gorp), in: M. Brans & D. Aubin (eds), Policy Analysis in Belgium, (eds.), Bristol, Policy Press Publishing, 2017.
- The Art of War. Defined by conflict, Amsterdam University Press, 2018.
- Language identity and voting (samen met L. De Winter, J. Dodeigne & M. Reuchamps), in: K. Deschouwer (ed), Mind the gap. Political participation in Belgium, ECPR Press, 2018.
- Sub-state nationalism and populism: the cases of Vlaams Belang, New Flemish Alliance and DéFI in Belgium (samen met E. Van Haute & T. Pauwels), in: Comparative European Politics, 2018.
- Towards a separation of nation and state, in: M. Boone, G. Deneckere, & J. Tollebeek (eds.), The End of Postwar, Leuven, Peeters Publishers, 2018.